# دکتر مابوزه: قمارباز
دکتر مابوزه : قمارباز (به انگلیسی: the Gambler) (به آلمانی: Dr. Mabuse, der Spieler) نخستین فیلم از سری فیلم های دکتر مابوزه است که توسط کارگردان اتریشی فریتس لانگ در سال ۱۹۲۲ ساخته و اکران شد. سری فیلم های دکتر مابوزه برگرفته از نوول های نوربرت ژاکه می باشد.
این فیلم صامت بوده و با نرخ ۱۶ فریم بر ثانیه فیلمبرداری شده است. فیلم های بعدی سری دکتر مابوزه عبارتند از : آخرین وصیت‌نامه دکتر مابوزه (۱۹۳۳) و هزار چشم دکتر مابوزه (۱۹۶۰).